# Marian Pulina
Marian Pulina (ur. 3 sierpnia 1936 w Bydgoszczy, zm. 22 października 2005 w Katowicach) – polski geograf, profesor, grotołaz i speleolog.

## Życiorys
Był absolwentem Uniwersytetu Wrocławskiego i uczniem prof. Alfreda Jahna. Z zawodu był geografem, geomorfologiem, krasologiem i glacjologiem.  Brał udział w licznych wyprawach naukowych: na Spitsbergen, Kubę, Islandię, do Hiszpanii, Rosji, Kanady, Bułgarii. W Polsce badał m.in. Kotlinę Kłodzką, Borne Sulinowo, Tatry i wiele innych. Organizował wyprawy naukowe do nowo odkrytej Jaskini Niedźwiedziej w masywie Śnieżnika Kłodzkiego oraz związane z nią speleologiczne szkoły naukowe. Był współautorem monografii o jaskiniach lodowcowych. Był profesorem i prorektorem na Uniwersytecie Śląskim oraz profesorem kilku europejskich uczelni: w Padwie, Bordeaux i Madrycie. Członek Polskiego Towarzystwa Geologicznego. Był członkiem i organizatorem licznych wypraw jaskiniowych wrocławskiej Sekcji Grotołazów.

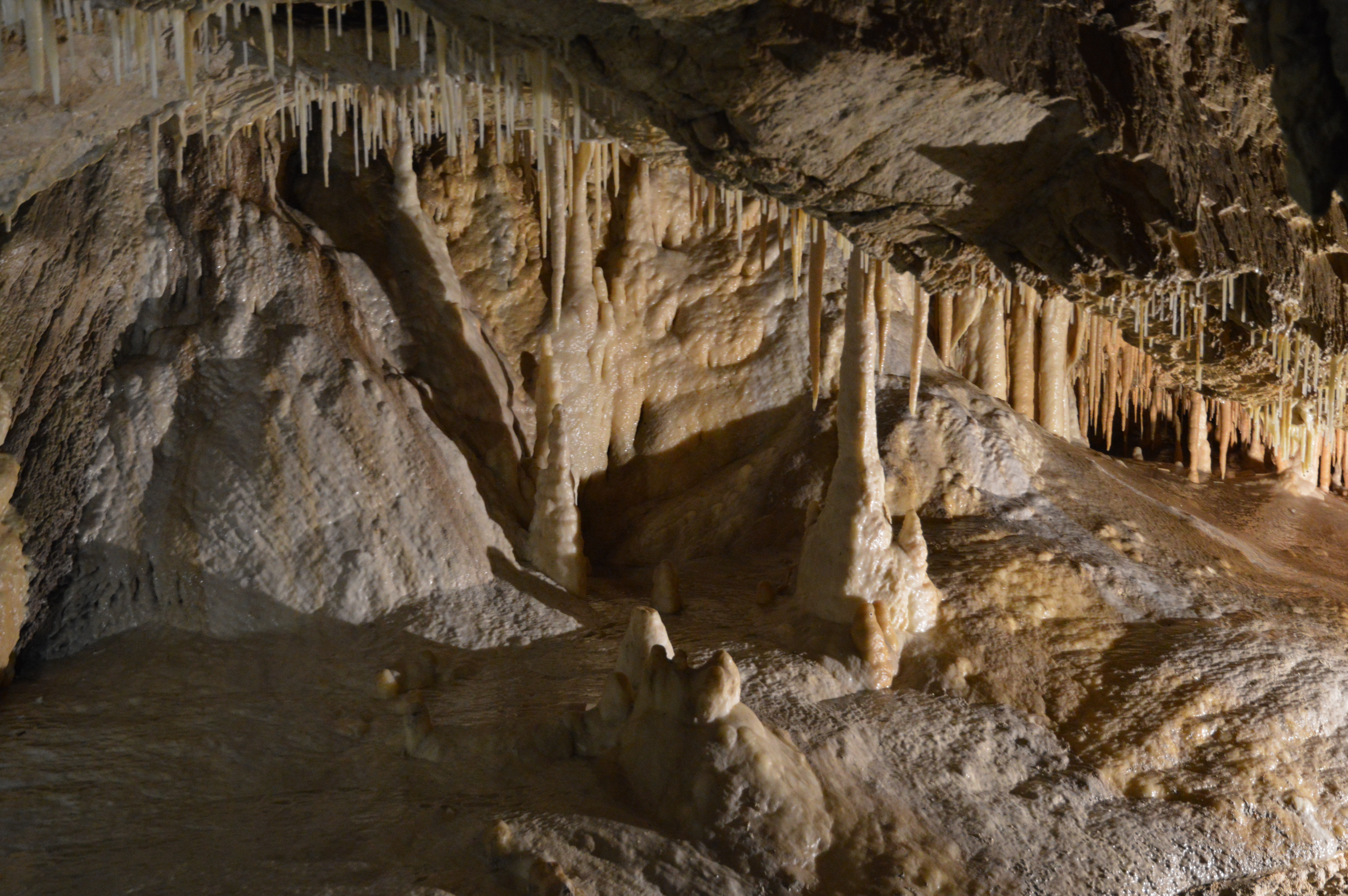
Nacieki w Jaskini Niedźwiedziej koło Kletna

Był mężem Marii Pulinowej, specjalizującej się w geomorfologii. Zgodnie z ostatnią wolą spoczął na cmentarzu parafii św. Tomasza w Sosnowcu, w sąsiedztwie Wydziału Nauk o Ziemi Uniwersytetu Śląskiego, którego był współtwórcą przed ponad 30 laty. 

## Publikacje
- Jaskinie polskich Karpat fliszowych. Tom 1. Jaskinie Pogórza śląskiego, Beskidu Śląskiego, Kotliny Żywieckiej, Beskidu Żywieckiego, praca zbiorowa pod red. Mariana Puliny, wyd. Polskie Towarzystwo Przyjaciół Nauk o Ziemi, Warszawa 1997, ISBN 83-908207-1-4;
- Jaskinie Sudetów, praca zbiorowa pod red. Mariana Puliny, wyd. Polskie Towarzystwo Przyjaciół Nauk o Ziemi, Warszawa 1996, ISBN 83-900997-9-9;